# Greip (satelit)
Greip /'grei̯p/ sau Saturn LI este un satelit natural al lui Saturn. Descoperirea sa a fost anunțată de Scott S. Sheppard⁠(d), David C. Jewitt⁠(d), Jan Kleyna⁠(d) și Brian G. Marsden pe 26 iunie 2006, din observațiile efectuate între 5 ianuarie și 1 mai 2006.  
Greip are aproximativ 6 kilometri în diametru și orbitează în jurul lui Saturn la o distanță medie de 18.066 Mm în 906,556 zile, la o înclinație de 172,7° față de ecliptică (159,2° față de ecuatorul lui Saturn), într-o direcție retrogradă și cu o excentricitate de 0,3735, și se presupune că are un risc mare de a se ciocni în cele din urmă de Phoebe. Nu se știe dacă Greip este mai asemănător cu Suttungr sau Hyrrokkin ca culoare. Perioada sa de rotație este de cel mai probabil 12.75±0.35 ore cu două minime în curba de lumină, dar o perioadă mai lungă de 19 ore nu poate fi exclusă din cauza timpului scurt de observare de către Cassini-Huygens.
Este numit după Greip, o femeie gigant în mitologia nordică.